# سن-آنتوان-دو-لیل-او-گرو، کبک
سَن-آنتوان-دو-لیل-او-گرُو (به فرانسوی: Saint-Antoine-de-l'Isle-aux-Grues) قصبه‌ای در منطقه شهری مومانی منطقه شودییر-آپالاش در استان کبک کانادا است. در سرشماری سال ۲۰۱۱ این قصبه ۱۵۵ نفر جمعیت داشته‌است و مساحت آن ۲۶٫۴ کیلومتر مربع است.